# Baeoura unistylata
Baeoura unistylata är en tvåvingeart som först beskrevs av Alexander 1949.  Baeoura unistylata ingår i släktet Baeoura och familjen småharkrankar. Inga underarter finns listade i Catalogue of Life.